# Université de Mandalay
L'université de Mandalay (birman : မန္တလေးတက္ကသိုလ်] est une université située à Mandalay, en Haute-Birmanie. C'est la seconde plus vieille université de Birmanie.

## Histoire
Jadis affiliée à l'université de Rangoun, c'est aujourd'hui une université autonome.
Ses anciens noms étaient :
- 1925 : Mandalay College
- 1948 : Mandalay University College
- 1964 : Mandalay Arts and Sciences University

## Galerie

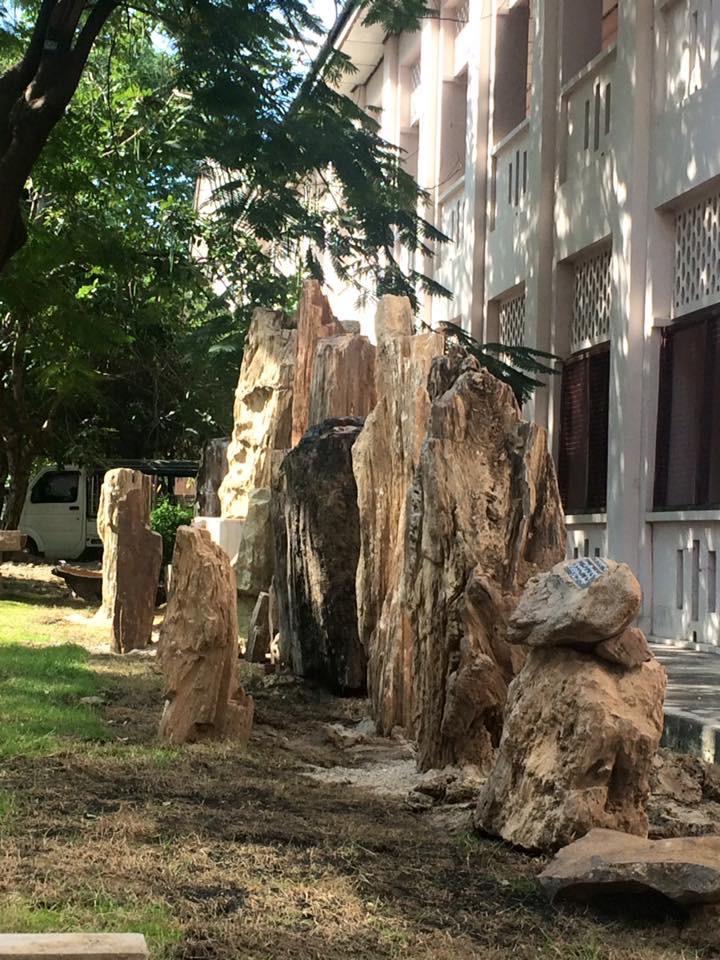
Bois pétrifié devant le département de géologie
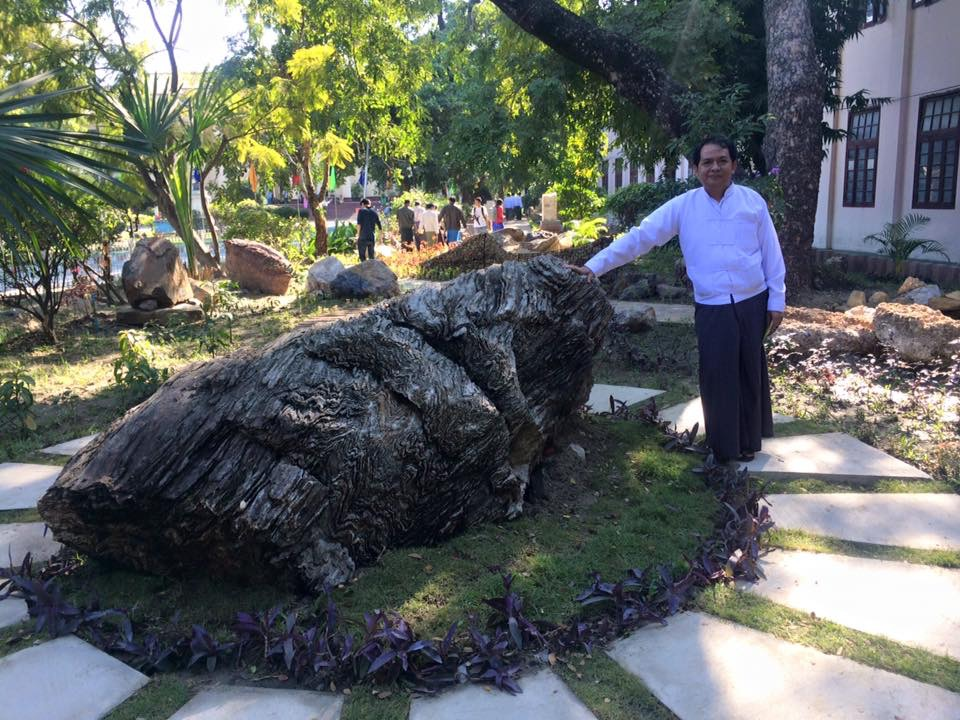
Grosse roche avec foliations devant le département de géologie
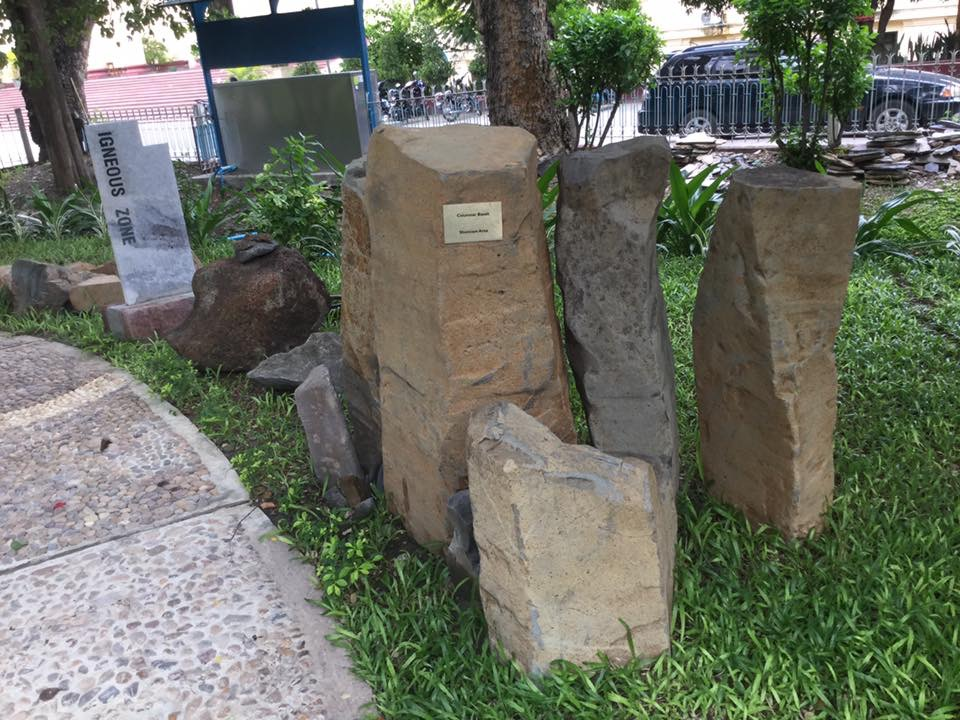
Jardin de roches géologiques

## Anciens élèves
- Nu Nu Yi
- Tin Moe
- Tun Tin
- Chuu Wai